# Jean Fontenay
Jean Fontenay (Hirel, 23 de julio de 1911-Saint-Malo, 21 de mayo de 1975) fue un ciclista francés que fue profesional entre 1934 y 1939 y una vez finalizada la guerra en 1947. Durante estos años consiguió 4 victorias.
Jean Fontenay tenía dos hermanos que también fueron ciclistas: Joseph, profesional de 1930 a 1931; y Léon, profesional en 1937.

## Palmarés
- 1935 
  - 1º en el Gran Premio Wolber
  - Vencedor de una etapa del Tour del Oeste
- 1936 
  - Vencedor de una etapa de la París-Niza
- 1938 
  - 1º en Manche-Océan

### Resultados en el Tour de Francia
- 1931. Abandona (3ª etapa)
- 1935. 25º de la clasificación general
- 1938. 24º de la clasificación general
- 1939. 42.º de la clasificación general. Lleva el maillot amarillo durante 2 etapas